# Ulica Podchorążych w Krakowie
Ulica Podchorążych – ulica w Krakowie, w dzielnicy V Krowodrza biegnąca od ulicy Królewskiej (skrzyżowanie z ul. Kazimierza Wielkiego), w kierunku zachodnim do ulicy Bronowickiej. Wytyczona w latach 1938–1939, nazwa ulicy pochodzi od istniejącej tu od 1918 Szkoły Podchorążych Piechoty (Instytut Kadetów). Szkoła zajmowała teren dawnego Pałacu Królewskiego w Łobzowie, a obecnie budynek ten należy do Politechniki Krakowskiej (mieszczą się tam dwa wydziały: Architektury oraz Fizyki, Informatyki i Matematyki).
Na rogu ulicy Głowackiego i Podchorążych znajduje się wybudowany w latach 50. XX wieku na terenie dawnego ogrodu pałacowego stadion piłkarski WKS Wawel. Po drugiej (południowej) stronie ulicy wznosi się główny gmach Uniwersytetu Pedagogicznego (wybudowany 1973).
Tuż obok do początku XX wieku przez ulicę Podchorążych przepływała Młynówka Królewska.
Skwer u zbiegu ul. Podchorążych i ul. Piastowskiej został nazwany imieniem generała Franciszka Ksawerego Latinika.